# Urotheca multilineata
Urotheca multilineata är en ormart som beskrevs av Peters 1863. Urotheca multilineata ingår i släktet Urotheca och familjen snokar. Inga underarter finns listade i Catalogue of Life.
Arten förekommer i norra Venezuela i delstaten Falcón. Fynd från Colombia som tidvis infogades i denna art föreställer Urotheca lateristiga. Individerna vistas i kulliga områden och i låga bergstrakter. Habitatet utgörs av molnskogar samt av andra städsegröna skogar. Honor lägger ägg.
I utbredningsområdet inrättades en stor skyddszon. IUCN listar arten som livskraftig (LC).